# Alessandro Antonelli
Alessandro Antonelli (født 14. juli 1798 i Ghemme i Italien, død 18. oktober 1888 i Torino) var en af 1800-tallets førende, italienske arkitekter.
Efter arkitekturstudier i Torino fuldførte han tillige sin ingeniøreksamen dér i 1824. Han fortsatte med at tage eksamen i geometri i Rom i 1828 og blev i 1831 engageret af byen Novara som ansvarlig byplanlægger for ombygningen af den indre bykerne. I 1836 blev han professor ved kunstakademiet i Torino. 
Hans første hovedbedrift var at fuldføre kirken San Gaudenzio. Han begyndte på dette arbejde i 1841, og fuldendte det i 1878. Fra 1854 ledede han ombygningen af katedralen i Novara. 
I 1857 og 1862 fulgte nye byplanlægningsprojekter i Novara og Ferrara. 
Højdepunktet i hans arbejde blev Mole Antonelliana i Torino, som egentlig skulle ende med at blive den jødiske synagoge i byen, men eftersom dimensionerne på bygningsværket bare blev større og større, ville den jødiske forsamling ikke stå som bygherre længere. I 1888, samme år som Mole Antonelliana så endelig blev færdig, døde Antonelli i Torino i en alder af 90 år.